# Ab McDonald
Alvin Brian „Ab“ McDonald (* 18. Februar 1936 in Winnipeg, Manitoba; † 4. September 2018 in St. James-Assiniboia, Manitoba) war ein kanadischer Eishockeyspieler. Der linke Flügelstürmer absolvierte über 800 Spiele für insgesamt sechs Teams in der National Hockey League. Dabei gewann er von 1958 bis 1961 vier Stanley Cups in Folge, drei davon mit den Canadiens de Montréal sowie einen mit den Chicago Black Hawks. Das Ende seiner Karriere verbrachte er bei den Winnipeg Jets in der World Hockey Association.

## Karriere

### Jugend
Ab McDonald spielte in seiner Jugend für die St. Boniface Canadiens aus Saint-Boniface, einem Ortsteil seiner Geburtsstadt Winnipeg, in der Manitoba Junior Hockey League (MJHL). Mit dem Team gewann er 1953 und 1954 die Meisterschaft der MJHL und spielte in der Folge zweimal um den Memorial Cup, war mit den Canadiens jedoch jeweils unterlegen. Zur Saison 1954/55 wechselte der Angreifer in die höherrangige Ontario Hockey Association (OHA), wo er fortan zwei Jahre lang für die St. Catharines Teepees in St. Catharines auflief. Anschließend gelang ihm der Sprung in den Profibereich bei den Rochester Americans, bei denen er sich als regelmäßiger Scorer in der American Hockey League (AHL) etablierte. Infolgedessen erregte er auch bei den Teams der National Hockey League (NHL) Aufmerksamkeit und wurde daher von den Canadiens de Montréal verpflichtet.

### NHL
Die Canadiens waren zum Ende der 1950er Jahre das Maß der Dinge in der NHL, hatten zuvor bereits zwei Stanley Cups gewonnen und ließen in den Playoffs 1958 den dritten folgen, wobei McDonald zu seinen ersten zwei NHL-Einsätzen kam und somit erstmals auf der Trophäe verewigt wurde. In der Folge etablierte sich der Flügelstürmer im Aufgebot der Canadiens und errang mit dem Team zwei weitere Stanley Cups in Serie. Zudem nahm er mit Montréal als Titelverteidiger an zwei NHL All-Star Games teil. Im Juni 1960 wurde er dann im Rahmen eines größeren Tauschgeschäfts an die Chicago Black Hawks abgegeben, wobei mit ihm Reg Fleming, Bob Courcy und Cecil Hoekstra in die „Windy City“ wechselten. Im Gegenzug erhielten die Canadiens Glen Skov, Terry Gray, Bob Bailey, Lorne Ferguson und die Rechte an Danny Lewicki. Mit den Black Hawks gewann McDonald in seinem ersten Jahr prompt seinen vierten Stanley Cup in Folge, während Chicago den ersten Titel seit 1938 feierte. Nach einer weiteren Teilnahme am NHL All-Star Game erzielte der Stürmer in der Spielzeit 1962/63 mit 61 Scorerpunkten in 69 Spielen seine beste persönliche NHL-Statistik.
Nach vier Jahren bei den Black Hawks wurde McDonald im Juni 1964 samt Reg Fleming an die Boston Bruins abgegeben, die dafür Doug Mohns nach Chicago schickten. Die Bruins wiederum transferierten den Kanadier, Bob McCord und Ken Stephanson bereits im Mai 1965 zu den Detroit Red Wings, die im Gegenzug Albert Langlois, Ron Harris, Parker MacDonald und Bob Dillabough nach Boston schickten. Bei den Red Wings verlor McDonald in der Folge seinen NHL-Stammplatz, gewann allerdings mit den Pittsburgh Hornets, dem Farmteam Detroits, 1967 die AHL-Playoffs um den Calder Cup. Anschließend sorgte die große Ligaerweiterung von 1967 dafür, dass der Angreifer in die NHL zurückkehrte, so wählten ihn die neu gegründeten Pittsburgh Penguins im NHL Expansion Draft 1967 an 34. Position aus und machten ihn zu ihrem ersten Mannschaftskapitän der Franchise-Geschichte. Im Juni 1968 tauschten ihn die Penguins allerdings bereits gegen Lou Angotti von den St. Louis Blues, die ebenfalls 1967 zur NHL stießen und mit denen er 1969 und 1970 zwei weitere Stanley-Cup-Finals erreichte, dort allerdings von Montréal und Boston gesweept wurde. Darüber hinaus wurde er in den gleichen Jahren in sein viertes und fünftes NHL All-Star Game gewählt.

### Karriereende und Tod
Mitsamt Bob Wall und Mike Lowe kehrte McDonald im Mai 1971 zu den Detroit Red Wings zurück, womit der Transfer von Carl Brewer nach St. Louis vervollständigt wurde. Wie bei seinem ersten Engagement spielte er auch jetzt hauptsächlich in der AHL, für die Tidewater Wings. Anschließend kehrte er der NHL den Rücken und wechselte zu den Winnipeg Jets, die ihn im WHA General Player Draft der neu gegründeten World Hockey Association (WHA) ausgewählt hatten. Wie bereits 1967 in Pittsburgh wurde er zum Kapitän des neuen Teams und führte es zwei Jahre an, bevor er seine Karriere nach der Spielzeit 1973/74 beendete. Insgesamt hatte er in der NHL 846 Spiele absolviert und dabei 203 Tore sowie 480 Scorerpunkte erzielt.
1985 wurde McDonald in die Manitoba Hockey Hall of Fame aufgenommen, ebenso wie 1996 in die Manitoba Sports Hall of Fame.
Er verstarb am 4. September 2018 im Alter von 82 Jahren an den Folgen einer Krebserkrankung.

## Erfolge und Auszeichnungen
| - 1953 MJHL-Meisterschaft mit den St. Boniface Canadiens - 1954 MJHL-Meisterschaft mit den St. Boniface Canadiens - 1958 Stanley-Cup-Gewinn mit den Canadiens de Montréal - 1958 NHL All-Star Game - 1959 Stanley-Cup-Gewinn mit den Canadiens de Montréal - 1959 NHL All-Star Game - 1960 Stanley-Cup-Gewinn mit den Canadiens de Montréal | - 1961 Stanley-Cup-Gewinn mit den Chicago Black Hawks - 1961 NHL All-Star Game - 1967 Calder-Cup-Gewinn mit den Pittsburgh Hornets - 1969 NHL All-Star Game - 1970 NHL All-Star Game - 1985 Aufnahme in die Manitoba Hockey Hall of Fame - 1996 Aufnahme in die Manitoba Sports Hall of Fame |

## Karrierestatistik
(Legende zur Spielerstatistik: Sp oder GP = absolvierte Spiele; T oder G = erzielte Tore; V oder A = erzielte Assists; Pkt oder Pts = erzielte Scorerpunkte; SM oder PIM = erhaltene Strafminuten; +/− = Plus/Minus-Bilanz; PP = erzielte Überzahltore; SH = erzielte Unterzahltore; GW = erzielte Siegtore; 1 Play-downs/Relegation; Kursiv: Statistik nicht vollständig)

## Persönliches
Sein Sohn Dave McDonald war ebenfalls Eishockeyspieler und wurde im NHL Entry Draft 1979 von den Hartford Whalers ausgewählt, spielte allerdings nur wenige Jahre in Minor Leagues.